# Mungos
Mungos (мунго) — рід ссавців, представник ряду хижих із родини мангустових.

## Морфологія
Морфометрія. Довжина голови й тіла: 300—450 мм, довжина хвоста: 230—290 мм, вага: 1.0—2.2 кг.
Опис. M. mungo коричнево-сірий з темно-коричневим і з чітко вираженими жовтуватими або білуватими смугами на спині. М. gambianus не має поперечних смуг, але має темні смуги з боків шиї. Шерсть груба, в порівнянні з іншими мангустами, Mungos має мало підшерстя. Хвіст не пухнастий, вкритий жорстким волоссям. Передні кігті подовжені, підошви голі від зап'ястя до п'яти, на кожній кінцівці п'ять пальців. Не має оголеної виїмки від кінчика носа до верхньої губи. Самки мають шість молочних залоз.

## Поведінка
M. mungo знаходять на луках, серед чагарників, у лісах, у скелястій та пересіченій місцевості. Знаходять прихисток в основному в старих термітниках, але і в таких місцях, як яри, занедбані отвори трубкозуба, і порожнисті колоди. Лігва комунальні й складаються з 1—9 вхідних отворів, центральної спальної камери близько 1—2 кубометрів, і, можливо, кількох дрібніших камер. Більшість лігов використовуються тільки протягом кількох днів, але деякі улюблені сайти можуть бути зайняті до 2 місяців. M. mungo — наземні й денні тварини з чудовим зором, слухом і нюхом. Група в цілому виходить з лігва близько сьомої—восьмої години, шукає харчі протягом кількох годин, лежить в тіні в найспекотнішу частину дня, харчується знову, і повертається в лігво до заходу сонця. Більше часу витрачається в безпосередній близькості від лігва якщо в ньому є молодь. Група в цілому охоплює 2—3 км в день, рухаючись зигзагом у пошуках серед скель і рослинності харчів. Пожива складається в основному з безхребетних, особливо жуків і багатоніжок; також містить у собі дрібних хребетних. Щоб розбити яйце і отримати вміст, M. mungo хапає його передніми лапами і кидає його назад між задніми ногами об твердий предмет. Діапазони проживання груп перекриваються, але міжгрупові зустрічі, як правило, галасливі і ворожі, а іноді включають погоні й бійки. Групи містити до 40 особин (як правило, близько 10–20), в тому числі кількох дорослих обох статей. У неволі було помічено, що самки домінують над самцями. Тварини сплять в контакті і харчуються досить близько. Групи згуртовані, але деякі відщеплення спостерігалися; спаровування між членами різних груп іноді відбувається. Найпоширенішою вокалізацією є безперервне пташине щебетання, що, ймовірно, служить, щоб тримати групу разом під час годування. Існують також різні полемічні гарчання й крики і цвірінькуючий сигнал тривоги.

## Життєвий цикл
Принаймні у Східній Африці відтворення продовжується протягом всього року. Парування синхронізується в даній групі з тим що кілька самок дають приплід приблизно в цей же час. Група дає приплід цілих чотири рази на рік, хоча не може сказати, що будь-яка одна самка має аж так багато приплодів на рік. Вагітність триває близько 2 місяців. Число дитинчат зазвичай становить близько двох або трьох, але може сягати шести. Малюк важать близько 20 грамів при народженні, але швидко росте. Увесь приплід тримається й росте разом. Малюки без розбору смокчуть молоко з будь-якої годуючої самки і, як правило, охороняються одним або двома дорослими самцями у той час, як інші члени групи харчується. Вони починають подорожувати з іншими у віці близько 1 місяця. Самки досягають статевої зрілості в 9—10 місяців. У неволі живуть до 12 років.